# Лисинское сельское поселение
Ли́синское се́льское поселе́ние  — муниципальное образование, входящее в Тосненский район Ленинградской области. Административный центр — посёлок Лисино-Корпус.

## Географические данные
- Расположено в юго-западной части Тосненского района.
- Граничит:
  - на северо-западе — с Гатчинским муниципальным округом
  - на юго-западе — с Ям-Тёсовским сельским поселением Лужского района
  - на юге — с Тёсово-Нетыльским городским поселением Новгородского района Новгородской области
  - на юго-востоке — с Любанским городским поселением
  - на востоке — с Тосненским городским поселением
  - на севере — с Форносовским городским поселением

По территории поселения проходят автодороги:
- А120 (Санкт-Петербургское южное полукольцо)
- 41А-003 (Кемполово — Выра — Шапки)
- 41К-175 (Лисино-Корпус — Радофинниково)
- 41К-176 (Павловск — Косые Мосты)
- 41К-854 (подъезд к пл. Кастенская)
- 41К-858 (подъезд к дер. Гришкино)
- 41К-859 (подъезд к дер. Машино — Турово)
- 41К-882 (Ушаки — Гуммолово)

Расстояние от административного центра поселения до районного центра — 20 км.
На территории поселения находится государственный природный комплексный заказник «Лисинский».

## История
В начале 1920-х годов в составе Лисинской волости Троцкого уезда был образован Машинский сельсовет.
В августе 1927 года Машинский сельсовет вошёл в состав вновь образованного Детскосельского района Ленинградского округа Ленинградской области.
20 августа 1930 года Детскосельский район был ликвидирован, Машинский сельсовет присоединён к Тосненскому району.
По данным 1933 года центром Машинского сельсовета являлась деревня Лисино. В сельсовет входили 6 населённых пунктов: деревни Лисино, Лустовка, Машино, Неникюль, Турово и село Глинка, общей численностью населения 913 человек.
По данным 1990 года Машинский сельсовет был переименован в Лисинский.
18 января 1994 года постановлением главы администрации Ленинградской области № 10 «Об изменениях административно-территориального устройства районов Ленинградской области» Лисинский сельсовет, также как и все другие сельсоветы области, преобразован в Лисинскую волость.
Лисинское сельское поселение образовано 1 января 2006 года в соответствии с областным законом № 116-оз от 22 декабря 2004 года «Об установлении границ и наделении соответствующим статусом муниципального образования Тосненский муниципальный район и муниципальных образований в его составе». В его состав вошли Лисинская волость (за исключением посёлка Строение, вошедшего в состав Тосненского городского поселения) и упразднённая Радофинниковская волость .

## Население
| 2006  | 2007  | 2010  | 2011  | 2012  | 2013  | 2014  |
| ----- | ----- | ----- | ----- | ----- | ----- | ----- |
| 2013  | ↘1954 | ↗2001 | →2001 | ↗2050 | ↗2228 | ↘2184 |
| 2015  | 2016  | 2017  | 2018  | 2019  | 2020  | 2021  |
| ↗2187 | ↘2142 | ↘2058 | ↘2003 | ↘1984 | ↘1856 | ↗2037 |
| 2023  | 2024  | 2025  |       |       |       |       |
| ↘1919 | ↘1875 | ↘1842 |       |       |       |       |

Бо́льшая часть населения проживает в посёлках Лисино-Корпус и Радофинниково.

## Состав сельского поселения
| №  | Населённый пункт | Тип населённого пункта          | Население   |
| -- | ---------------- | ------------------------------- | ----------- |
| 1  | Верхние Сютти    | кордон                          | ↗1 (2017)   |
| 2  | Гришкино         | деревня                         | ↘11 (2017)  |
| 3  | Гуммолово        | деревня                         | ↗4 (2017)   |
| 4  | Дубовик          | деревня                         | ↗55 (2017)  |
| 5  | Ёглино           | деревня                         | ↘10 (2017)  |
| 6  | Зверинец         | кордон                          | ↘1 (2017)   |
| 7  | Каменка          | деревня                         | ↗24 (2017)  |
| 8  | Кастенская       | посёлок железнодорожной станции | ↗92 (2017)  |
| 9  | Конечки          | деревня                         | ↘3 (2017)   |
| 10 | Лисино-Корпус    | посёлок, административный центр | ↗916 (2017) |
| 11 | Малиновка        | кордон                          | ↗8 (2017)   |
| 12 | Машино           | деревня                         | ↘8 (2017)   |
| 13 | Нижние Сютти     | кордон                          | ↘1 (2017)   |
| 14 | Пери             | кордон                          | →23 (2017)  |
| 15 | Радофинниково    | посёлок                         | ↘854 (2017) |
| 16 | Турово           | деревня                         | ↘3 (2017)   |
| 17 | Федосьино        | деревня                         | ↗1 (2017)   |

## Экономика
Основа экономики поселения — лесное хозяйство. На территории поселения расположения следующие предприятия:
- Лисинский учебно-опытный лесхоз (посёлок Лисино-Корпус)
- Лисинский лесхоз-техникум (лесной колледж) (Лисино-Корпус)
- Тосненский леспромхоз (посёлок Радофинниково)
- Дубовицкое лесничество Любанского лесхоза (Радофинниково)

## Транспорт
По территории поселения проходят:
- автомобильная дорога регионального значения Р40 (Шапки — Лисино-Корпус — Вырица — Кемполово)
- железнодорожная линия Павловск — Великий Новгород со станциями и остановочными пунктами:
  - Лустовка
  - Кастенская
  - платформа 77 км
  - Ёглино
  - Радофинниково
  - платформа 99 км
  - платформа 101 км
  - платформа 104 км

Муниципальное автобусное сообщение на территории поселения представлено двумя маршрутами:
- № 313 (№ 313-К): Лисино-Корпус — Строение — Тосно
- № 311: Радофинниково — Дубовик — Ёглино — Каменка — Кордон Малиновка — Строение — Тосно

## Структура местного самоуправления Лисинского сельского поселения
Структуру органов местного самоуправления муниципального образования «Лисинское сельское поселение» составляют:
- Совет депутатов Лисинского сельского поселения — представительный орган, состоящий из депутатов, избираемых прямым тайным голосованием жителей поселения сроком на 4 года. Численность депутатов — 10 чел.
- Глава Лисинского сельского поселения — высшее должностное лицо муниципального образования. Избирается депутатами из своего состава прямым открытым голосованием.
- Администрация Лисинского сельского поселения — исполнительно-распорядительный орган муниципального образования. Структура администрации поселения и положение об администрации поселения утверждаются советом депутатов поселения по представлению главы администрации поселения.
- Глава администрации Лисинского сельского поселения. Главой администрации поселения является лицо, назначаемое на должность по контракту, заключаемому главой поселения по результатам конкурса на замещение указанной должности на срок 4 года.

Адрес администрации Лисинского сельского поселения — 187023, Ленинградская область, Тосненский район, пос. Лисино-Корпус, ул. Турского, д. 3

## Образование
На территории Лисинского сельского поселения находятся
- два детских сада:
  - детский сад посёлка Лисино-Корпус
  - детский сад посёлка Радофинниково
- две общеобразовательные школы:
  - Радофинниковская основная школа (посёлок Радофинниково) — обучение с 1-го по 9-й класс
  - Машинская средняя школа (посёлок Лисино-Корпус) — обучение с 1-го по 11-й класс. При школе имеется интернат, в котором проживают учащиеся из других населённых пунктов, преимущественно из Радофинниково

В посёлке Лисино-Корпус расположено старейшее лесное среднее техническое учебное заведение России — Лисинский лесной колледж, основанный в 1834 году.

## Культура и достопримечательности
В начале XIX века леса вокруг Лисино-Корпус стали излюбленным местом царской охоты, а также важной учебно-опытной базой для подготовки специалистов по лесному хозяйству. В посёлке Лисино-Корпус расположены несколько творений выдающего русского архитектора Н. Л. Бенуа:
- здание Егерского училища (1855)
- здание Императорского охотничьего дворца (1860)
- Храм во имя Происхождения честных древ Честнаго и Животворящего Креста (1862)